# Guram Kàixia
Guram Kàixia   (Tbilisi, 4 de juliol de 1987) (georgià: გურამ კაშია, romanitzat: guram k'ashia, pronunciat [ɡuɾam kʼaʃia]) és un futbolista professional de Geòrgia que juga com a defensa central de a l'Slovan de Bratislava de la Niké Liga i a la selecció nacional de Geòrgia, on és el capità i el jugador que més partits ha jugat al llarg de la seva història.
Format al Dinamo Tbilisi, va passar la major part de la seva carrera al club neerlandès de l'Eredivisie SBV Vitesse, on va ser capità. En vuit anys als Països Baixos, va jugar 292 partits oficials (24 gols) i va guanyar la Copa KNVB el 2017.

## Trajectòria

### Dinamo Tbilisi
Kàixia va debutar com a professional al Dinamo Tbilisi de Geòrgia. Amb l'equip de la capital va guanyar la lliga, la copa i la supercopa. Va jugar un total de 91 partits de Lliga, marcant dotze gols. Tot i acceptar l'oferta del Vitesse el 2010, sempre s'ha declarat seguidor del Dinamo Tblisi.

### Vitesse
El 2010, Kàixia es va traslladar als Països Baixos i va fitxar pel SBV Vitesse. Kàixia aviat va esdevenir titular habitual al seu nou club i dues temporades després d'unir-se, Kàixia va ser escollit com a capità del club. Durant la seva carrera a Vitesse, va jugar un total de 292 partits.
L'agost de 2015, Kàixia va ser nomenat millor jugador del mes a l'Eredivisie.
Kàixia va ser un dels artífex del triomf del SBV Vitesse a la Copa KNVB del 2016-17, sortint a l'onze inicial tots els seus sis partits menys un i aconseguint un gol i una assistència. A les seves 5 titularitats, l'equip va superar als seus oponents per 12-2, inclosa una victòria per 2-0 sobre l'eventual campió de la lliga Feyenoord Rotterdam als quarts de final.
L'octubre de 2017, Kàixia va portar un braçalet de capità amb ratlles d'arc de Sant Martí al partit del SBV Vitesse contra l'Heracles Almelo en suport dels drets LGBT, cosa que va provocar una reacció al seu propi país on fins i tot van arribar a demanar que abandonés la selecció de Geòrgia.
El seu nom també va ser transliterat com a Goeram Kasjia en holandès.

### San Jose Earthquakes
El 14 de juny de 2018, Kàixia va fitxar pel San Jose Earthquakes de la Major League Soccer amb un contracte de diversos anys, unint-se al seu compatriota i amic íntim Vako Qazaishvili.
San Jose va decidir no exercir la seva opció de renovació de contracte a Kàixia després de la temporada 2020.

### Slovan Bratislava
En marxar de San José, Kàixia va passar tres mesos al Locomotive Tbilisi i el juny de 2021 va signar un contracte amb l'Slovan Bratislava, prorrogat posteriorment fins a l'estiu de 2024.
Va ser titular habitual de l'equip que va guanyar el títol de campió de lliga. La Lliga eslovaca va reconèixer la gran contribució de Kàixia i el va incloure al millor XI de la temporada 2022-23.

## Carrera internacional
Kàixia va debutar amb la selecció de Geòrgia l'1 d'abril de 2009 contra Montenegro. L'octubre de 2012, va marcar l'únic gol de Geòrgia contra Finlàndia en partit de classificació per a la Copa del Món de 2014.
Kàixia va ser nomenat futbolista georgià de l'any dues vegades, el 2012 i el 2013. Ds del 14 de juny de 2018, Kàixia és el capità de la selecció del seu país. El 26 de setembre de 2022, va jugar el seu partit número 100 amb Geòrgia al partit de la Nations League contra Gibraltar. Kàixia és el jugador georgià amb més partits de tots els temps.
A l'estiu de 2024, Kàixia va ser el capità de Geòrgia a l'Eurocopa 2024 d'Alemanya, on va participar en tots els partits que va jugar la seva selecció.
| No. | Data            | Estadi                                           | Rival     | Gol | Resultat | Competició                              |
| --- | --------------- | ------------------------------------------------ | --------- | --- | -------- | --------------------------------------- |
| 1   | 12 octubre 2012 | Estadi Olímpic de Hèlsinki , Hèlsinki, Finlàndia | Finlàndia | 1–0 | 1–1      | Classificació pel Mundial 2014          |
| 2   | 1 juny 2018     | Silberstadt Arena Schwaz, Schwaz, Àustria        | Malta     | 1–0 | 1–0      | Amistós                                 |
| 3   | 2 juny 2022     | Estadi Boris Paichadze, Tbilisi, Geòrgia         | Gibraltar | 2–0 | 4–0      | Lliga de les Nacions de la UEFA 2022–23 |

## Vida personal
Guram Kàixia es va casar amb la seva dona Tamtuka el 2009, i la seva filla Alessandra va néixer el 2013. El seu germà gran Xota també és futbolista professional i juga al club de l'Erovnuli Liga FC Chikhura Sachkhere des del 2013; els dos germans porten el número 37 per als seus clubs. Kàixia ha afirmat que el seu germà gran és el motiu pel qual va començar a jugar a futbol quan era petit.
El novembre de 2017, mentre jugava a Vitesse, Kàixia portava un braçalet de capità de l'arc de Sant Martí com a part de la iniciativa holandesa Coming Out Day. La seva mostra de suport als drets dels homosexuals va provocar protestes davant de la seu de la Federació de Futbol de Geòrgia per exigir la seva destitució de la selecció nacional, en què van ser detinguts vuit persones. Es va descriure a si mateix com "orgullós de donar suport a la igualtat de drets". L'agost de 2018, es va convertir en el destinatari inaugural del premi #EqualGame de la UEFA per la seva posició a favor dels drets LGBT. No va poder assistir a la cerimònia de lliurament de premis a Mònaco a causa dels seus compromisos amb el club amb el San Jose, però va presentar un discurs d'acceptació en vídeo en què va dir: "Crec en la igualtat per a tothom, no importa en què creguis, en qui estimes o a qui. ets... Sempre seguiré defensant la igualtat i els drets per a tothom, allà on jugaré". El desembre de 2018, va rebre l'Ordre Presidencial d'Excel·lència de Geòrgia, Giorgi Margvelashvili.
Parla obertament de l'ocupació il·legal russa de Geòrgia després de la guerra russo-georgiana de 2008.
Kàixia va obtenir la targeta verda dels Estats Units el juliol de 2019, qualificant-lo com a jugador nacional per a la llista de la MLS.

## Palmarès
Dinamo Tbilisi
- 1 Lliga de Geòrgia: 2007–08
- 1 Copa de Geòrgia: 2008–09
- 1 Supercopa de Geòrgia: 2008

Vitesse
- 1 Copa Neerlandesa: 2016–17

Slovan Bratislava
- 3 Lliga d'Eslovàquia: 2021–22, 2022–23, 2023-24

### Premis Individuals
- Ordre Presidencial d'Excel·lència de Geòrgia pel seu suport incondicional als drets de la comunitat LGBTQ+: 2018
- Premi UEFA #EqualGame per posicionarse a favor dels drets LGBTQ+: 2018
- Futbolista Georgià de l'any: 2012, 2013
- Jugador de la temporada al SBV Vitesse: 2015–16
- Jugador Silver Vitesse des de l'any 2018
- Membre de l'equip de l'any de la Fortuna Liga: 2021-22, 2022-23
- Ordre d'Honor de Geòrgia: 2024[22]